# Camp militaire

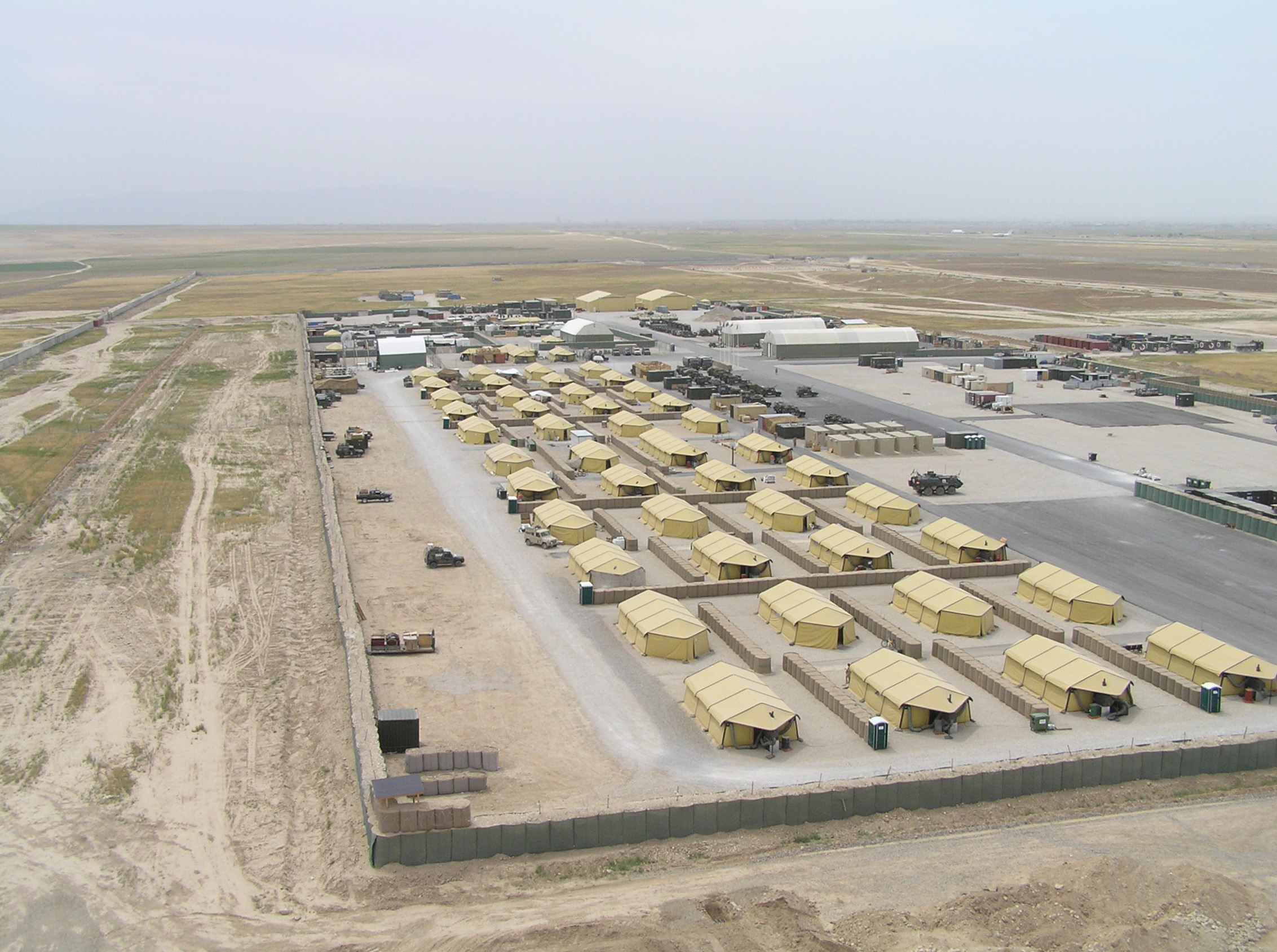
Camp Marmal de la Bundeswehr en Afghanistan.

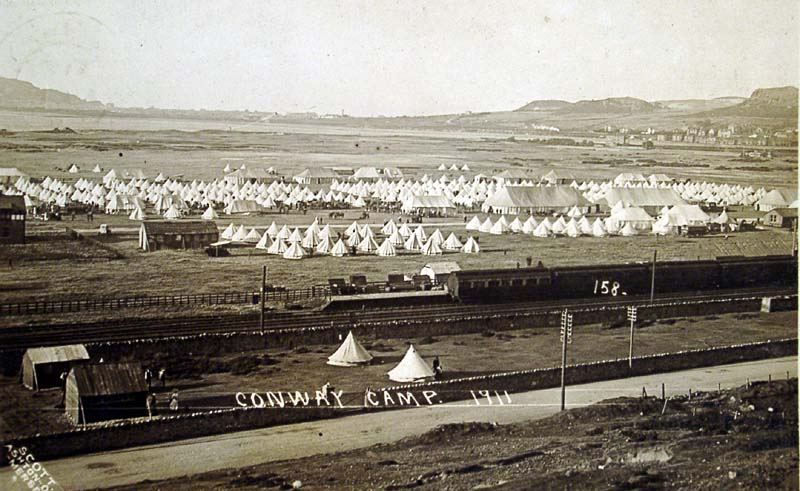
Camp militaire de Conwy sur la côte nord du Pays de Galles, en 1911.

Un camp militaire est un regroupement de troupes, installé temporairement ou définitivement. Il peut servir à former des recrues, ou être utilisé comme lieu de repos.

## Infrastructures
Une infrastructure de base peut être construite plus ou moins durablement pour les besoins de l'intendance, du personnel médical, et pour le confort des officiers supérieurs. Ces infrastructures sont généralement construites sous forme de conteneurs ou de tentes.
On peut aussi y trouver des lieux d'enfermement pour d'éventuels détenus.

## Galerie d'illustrations

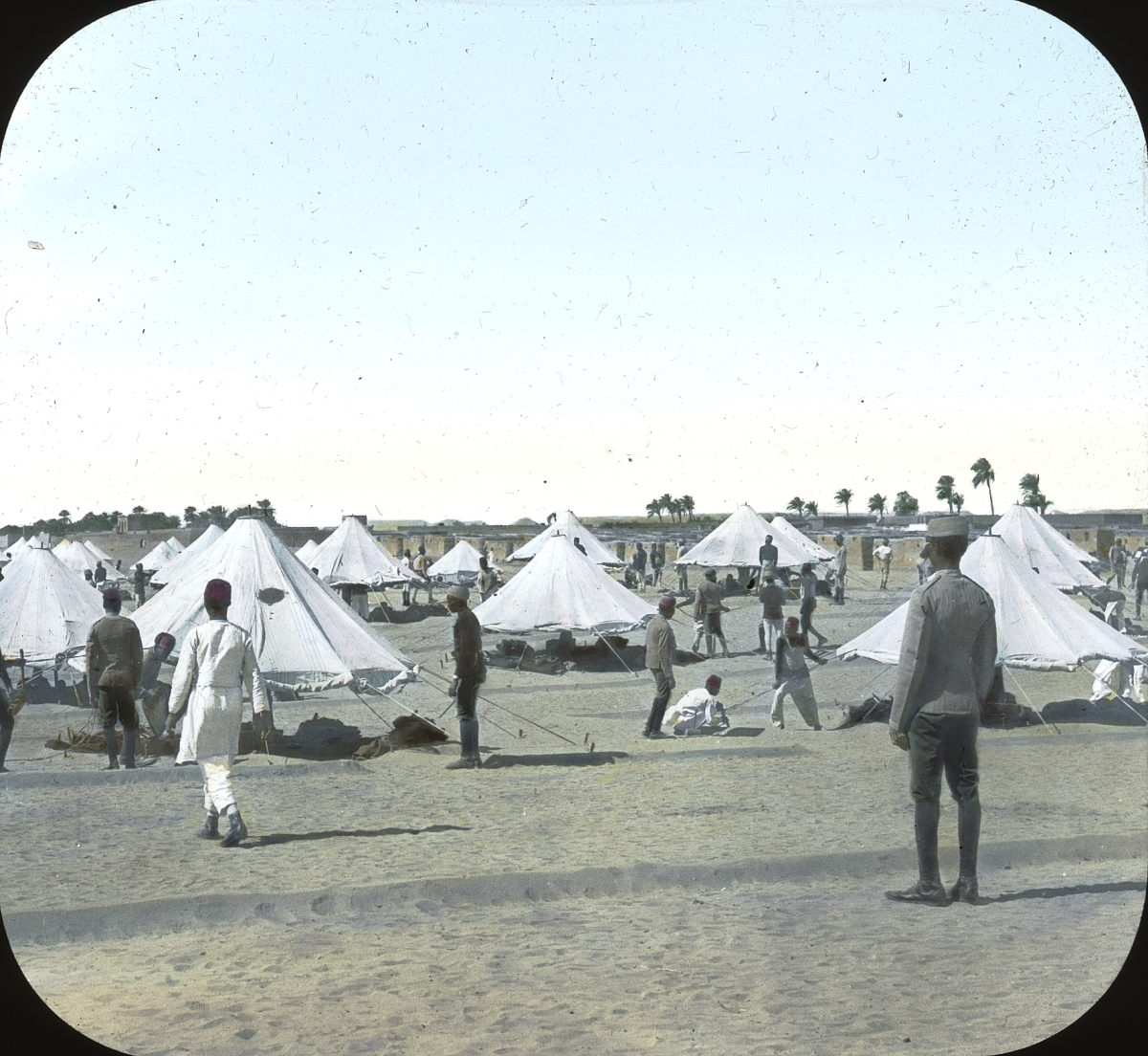
Camp égyptien de Wady Halfa ; Brooklyn Museum Archives
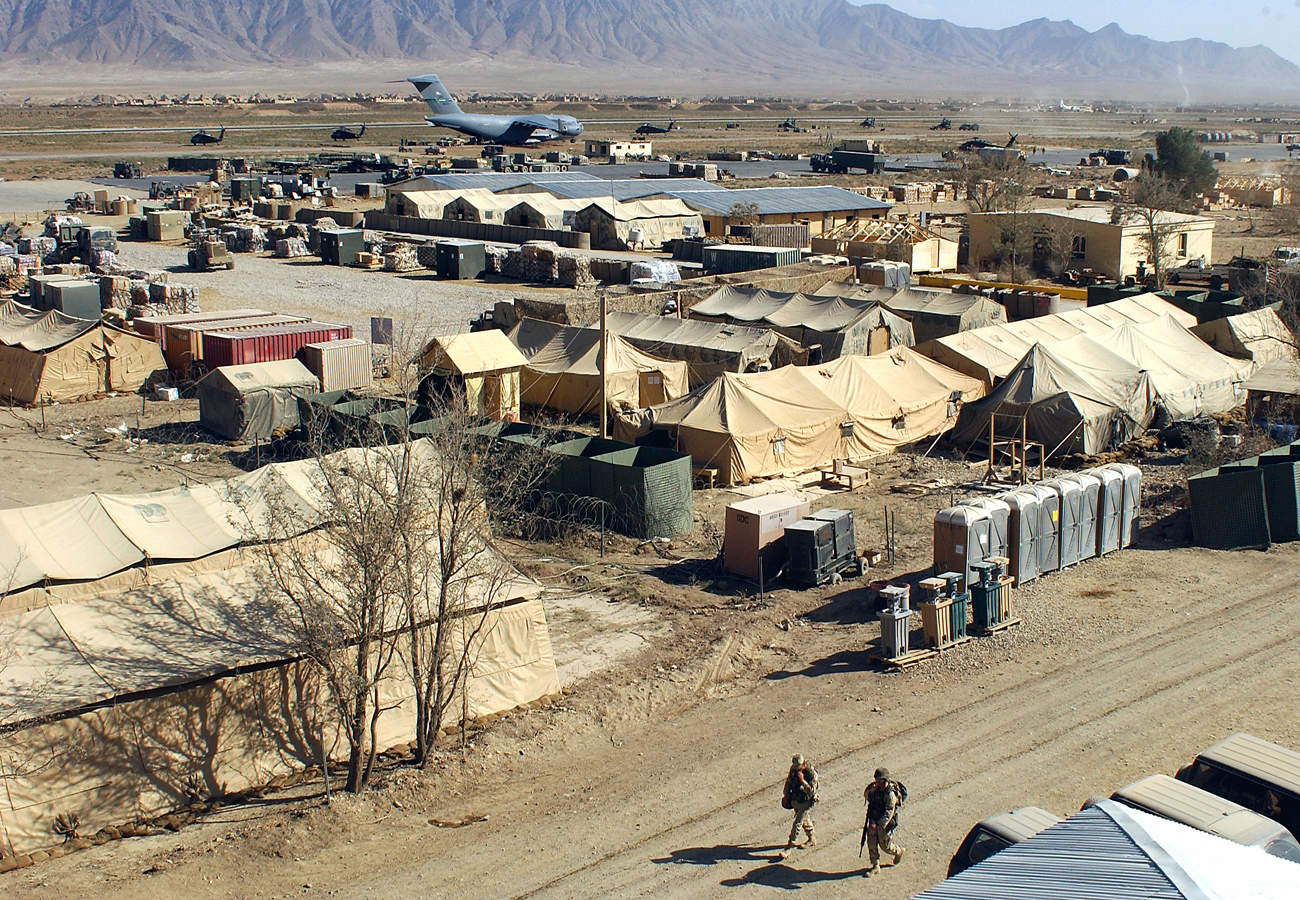
Camp de l'US Army à Begrâm, Afghanistan (Opération Enduring Freedom)
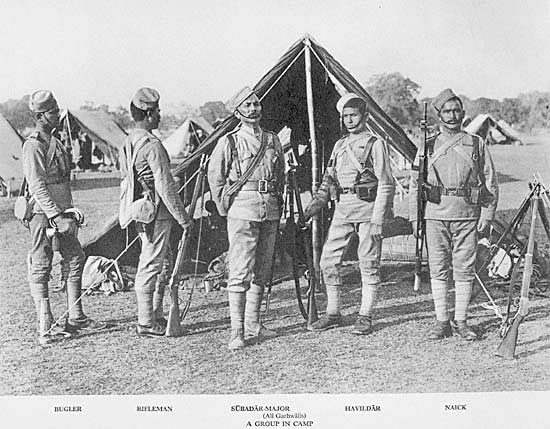
Soldats dans un camp du 39e Bengal Infantry